# Jonas Theuerzeit
Jonas Theuerzeit (Mönchengladbach, 7 augustus 2002) is een Duitse voetballer die doorgaans speelt als centrale middenvelder.

## Clubcarrière
Theuerzeit speelde in de jeugdopleiding van Borussia Mönchengladbach alvorens hij in 2019 de overstap maakte naar VVV-Venlo. Bij aanvang van de voorbereiding op het seizoen 2021/22 werd hij met zes andere jeugdspelers overgeheveld naar de selectie van het eerste elftal. Op 26 november 2021 maakte Theuerzeit onder trainer Jos Luhukay daar zijn competitiedebuut tijdens een uitwedstrijd bij Roda JC Kerkrade (0-0), als invaller in de 87e minuut voor Levi Smans. Tijdens een met 1-2 gewonnen uitwedstrijd bij De Graafschap op 9 januari 2022 scheurde de Duitser zijn enkelbanden af, waardoor hij enige tijd was uitgeschakeld. Ruim een maand later maakte hij zijn rentree, als invaller tijdens een thuiswedstrijd tegen Roda JC (1-1). Het daaropvolgende seizoen was Theuerzeit uitgeschakeld met een blessure. Op 13 mei 2023 maakte hij na lange afwezigheid zijn rentree als invaller bij de O21 van VVV tijdens de met 1-2 gewonnen kampioenswedstrijd bij Telstar O21. Theuerzeit vertrok in 2023 bij de Venlose eerstedivisionist en na een clubloze periode sloot hij in januari 2025 aan bij ASV Einigkeit Süchteln.

## Clubstatistieken
| 2021/22                               | VVV-Venlo              | Eerste divisie         | 4 | 0 | 0 | 0 | — | — | 4 | 0 |
| 2022/23                               | VVV-Venlo              | Eerste divisie         | 0 | 0 | 0 | 0 | 0 | 0 | 0 | 0 |
| 2024/25                               | ASV Einigkeit Süchteln | Landesliga Niederrhein | 0 | 0 | 0 | 0 | — | — | 0 | 0 |
| Totaal                                | Totaal                 | Totaal                 | 4 | 0 | 0 | 0 | 0 | 0 | 4 | 0 |
| Bijgewerkt tot en met 7 februari 2025 |                        |                        |   |   |   |   |   |   |   |   |